# Fånglägersabotören
Fånglägersabotören (engelska: The Password is Courage) är en brittisk biografisk krigsfilm från 1962 i regi av Andrew L. Stone.
Filmen bygger på Ronald Paynes biografi med samma namn.

## Handling
Den brittiske krigsfången Charlie Coward lyckas fly från ett tyskt fångläger.

## Rollista i urval
- Dirk Bogarde - Charlie Coward
- Maria Perschy - Irena
- Alfred Lynch - Pope
- Nigel Stock - Cole
- Reginald Beckwith - underofficeren
- Richard Marner - Schmidt
- Richard Carpenter - Robinson
- Bernard Archard - fången
- Colin Blakely - tysken
- Ferdy Mayne - tysk officer